# Lake Alfred, Florida
Lake Alfred är en stad (city) i Polk County, i delstaten Florida, USA. Enligt United States Census Bureau har staden en folkmängd på 5 077 invånare (2011) och en landarea på 24 km².